# Fresach
Fresach (tiếng Slovenia: Brežnje) là một thị xã thuộc huyện Villach-Land trong bang Kärnten trong nước Áo. Đô thị Fresach có diện tích 38,8 km², dân số thời điểm năm 2001 là 1316 người.